# Wimbledon 2010
De 124e editie van het Britse grandslamtoernooi, Wimbledon 2010, werd gehouden van maandag 21 juni tot en met zondag 4 juli 2010. Voor de vrouwen was het de 117e editie van het graskampioenschap. Het toernooi werd gespeeld bij de All England Lawn Tennis and Croquet Club in de wijk Wimbledon van de Britse hoofdstad Londen.
Titelverdedigers waren de Zwitser Roger Federer (heren), de Amerikaanse Serena Williams (dames), Daniel Nestor en Nenad Zimonjić bij het herendubbelspel, de zussen Serena en Venus Williams bij het damesdubbelspel, en Mark Knowles en Anna-Lena Grönefeld bij het gemengd dubbelspel.
Op de eerste zondag tijdens het toernooi (Middle Sunday) werd traditioneel niet gespeeld.
Het toernooi van 2010 trok 489.946 toeschouwers.

## Langste partij ooit
Op 22 juni 2010 werd begonnen aan wat de langste professionele tennispartij in de geschiedenis van het tennis zou worden. Het betreft de eersterondepartij tussen Amerikaan John Isner en Fransman Nicolas Mahut. Het werd niet alleen de langste partij ooit, maar ook die met de meeste games ooit en de meeste aces ooit. De stand was bij de onderbreking op 23 juni 6-4, 3-6, 6-7, 7-6, 59-59 (Isner-Mahut). De wedstrijd werd op 24 juni hervat en John Isner trok uiteindelijk aan het langste eind met een eindstand van 70-68. Beide spelers verbraken het aces-record van Ivo Karlović, dat op 78 aces in één partij stond. Isner sloeg er 112, Mahut 103.

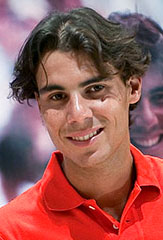
Rafael Nadal, winnaar in het mannenenkelspel

## Enkelspel

### Heren
Bij de mannen werd de finale gespeeld op zondag 4 juli tussen de Tsjech Tomáš Berdych en de Spanjaard Rafael Nadal. Nadal veroverde op het heilige gras zijn achtste grandslamtitel in zijn carrière; het was zijn tweede zege op Wimbledon. Het werd 6-3, 7-5 en 6-4.

### Dames
De finale bij de vrouwen werd op zaterdag 3 juli gespeeld. De Amerikaanse Serena Williams won van Russin Vera Zvonarjova met 6-3 en 6-2.

## Dubbelspel

### Heren
Finale: Jürgen Melzer (Oostenrijk) en Philipp Petzschner (Duitsland) wonnen van Robert Lindstedt (Zweden) en Horia Tecău (Roemenië) met 6-1, 7-5 en 7-5.

### Dames
Finale: Vania King (Verenigde Staten) en Jaroslava Sjvedova (Kazachstan) wonnen van Jelena Vesnina (Rusland) en Vera Zvonarjova (Rusland) met 7-6 en 6-2.

### Gemengd
Finale: Cara Black (Zimbabwe) en Leander Paes (India) wonnen van Lisa Raymond (Verenigde Staten) en Wesley Moodie (Zuid-Afrika) met 6-4 en 7-6.

## Junioren
Meisjesenkelspel

Finale: Kristýna Plíšková (Tsjechië) won van Sachie Ishizu (Japan) met 6-3, 4-6, 6-4
Meisjesdubbelspel

Finale: Tímea Babos (Hongarije) en Sloane Stephens (Verenigde Staten) wonnen van Irina Chromatsjova (Rusland) en Elina Svitolina (Oekraïne) met 6-7, 6-2, 6-2
Jongensenkelspel

Finale: Márton Fucsovics (Hongarije) won van Benjamin Mitchell (Australië) met 6-4, 6-4
Jongensdubbelspel

Finale: Liam Broady (Groot-Brittannië) en Tom Farquharson (Groot-Brittannië) wonnen van Lewis Burton (Groot-Brittannië) en George Morgan (Groot-Brittannië) met 7-6, 6-4

## Rolstoeltennis
Rolstoelmannendubbelspel

Finale: Robin Ammerlaan (Nederland) en Stefan Olsson (Zweden) wonnen van Stéphane Houdet (Frankrijk) en Shingo Kunieda (Japan) met 6–4, 7–6.
Rolstoelvrouwendubbelspel

Finale: Esther Vergeer (Nederland) Sharon Walraven (Nederland) wonnen van Daniela Di Toro (Australië) Lucy Shuker (Verenigd Koninkrijk) met 6-2, 6-3.

## Belgische deelnemers

### Enkelspel

#### Mannen
Drie Belgen deden mee aan het toernooi. Xavier Malisse, Olivier Rochus en Kristof Vliegen waren rechtstreeks toegelaten.
- Xavier Malisse
  - 1e ronde: won van  Juan Carlos Ferrero (nr. 14) met 6-2, 6-7, 7-6, 4-6, 6-1
  - 2e ronde: won van  Julian Reister met 6-7, 6-4, 6-1, 6-4
  - 3e ronde: verloor van  Sam Querrey (nr. 18) met 7-6, 4-6, 2-6, 7-5, 7-9
- Olivier Rochus
  - 1e ronde: verloor van  Novak Đoković (nr. 3) met 6-4, 2-6, 6-3, 4-6, 2-6
- Kristof Vliegen
  - 1e ronde: verloor van  Julien Benneteau (nr. 32) met 6-2, 7-6, 1-6, 2-6, 5-7

#### Vrouwen
Bij de vrouwen kwamen Kim Clijsters, Kirsten Flipkens, Justine Henin en Yanina Wickmayer in actie.
- Kim Clijsters (nr. 8)
  - 1e ronde: won van  Maria Elena Camerin met 6-0, 6-3
  - 2e ronde: won van  Karolina Šprem met 6-3, 6-2
  - 3e ronde: won van  Maria Kirilenko (nr. 27) met 6-3, 6-3
  - 4e ronde: won van  Justine Henin (nr. 17) met 2-6, 6-2, 6-3
  - Kwartfinale : verloor van  Vera Zvonarjova (nr.21) met 6-3, 4-6, 2-6
- Kirsten Flipkens
  - 1e ronde: won van  Stéphanie Dubois met 6-4, 6-4
  - 2e ronde: verloor van  Yanina Wickmayer met 6-7, 4-6
- Justine Henin (nr. 17)
  - 1e ronde: won van  Anastasija Sevastova met 6-4, 6-3
  - 2e ronde: won van  Kristina Barrois met 6-3, 7-5
  - 3e ronde: won van  Nadja Petrova (nr. 12) met 6-1, 6-4
  - 4e ronde: verloor van  Kim Clijsters (nr. 8) met 6-2, 2-6, 3-6
- Yanina Wickmayer (nr. 15)
  - 1e ronde: won van  Alison Riske met 6-4, 5-7, 6-3
  - 2e ronde: won van  Kirsten Flipkens met 7-6, 6-4
  - 3e ronde: verloor van  Vera Zvonarjova (nr.21) met 4-6, 2-6

### Dubbelspel

#### Mannen
Dick Norman, Xavier Malisse, Olivier Rochus en Kristof Vliegen kwamen uit in het herendubbelspel.
- Dick Norman met zijn Zuid-Afrikaanse partner Wesley Moodie
  - 1e ronde: wonnen van  Jeff Coetzee/ Kristof Vliegen met 7-6, 6-4, 4-6, 6-2
  - 2e ronde: wonnen van  Andrej Goloebev/ Andreas Seppi met 6-3, 6-4, 6-4
  - 3e ronde: wonnen van  Martin Damm/ Filip Polášek met 7-6, 7-6, 7-6
  - kwartfinale: wonnen van  Bob Bryan/ Mike Bryan (nr. 2) met 7-6, 7-6, 6-7, 7-5
  - halve finale: verloren van  Jürgen Melzer/ Philipp Petzschner met 7-6, 6-3, 3-6, 5-7, 6-3
- Xavier Malisse met Olivier Rochus
  - 1e ronde: verloren van  Jürgen Melzer/ Philipp Petzschner met 5-7, 2-6, 6-7
- Kristof Vliegen met zijn Zuid-Afrikaanse partner Jeff Coetzee
  - 1e ronde: verloren van  Wesley Moodie/ Dick Norman met 6-7, 4-6, 6-4, 2-6

#### Vrouwen
Kirsten Flipkens vormde met Yanina Wickmayer een koppel in het vrouwendubbelspel.
- Kirsten Flipkens met Yanina Wickmayer
  - 1e ronde: verloren van  Vera Doesjevina/ Jekaterina Makarova met 6-7, 3-6

#### Gemengd
Twee Belgische koppels speelden mee: Kim Clijsters met Xavier Malisse en Yanina Wickmayer met Dick Norman.
- Kim Clijsters met Xavier Malisse
  - 1e ronde: wonnen van  Filip Polášek/ Chuang Chia-jung met 6-3, 6-4
  - 2e ronde: wonnen van  Andy Ram/ Jelena Vesnina met 6-3, 6-2
  - 3e ronde: wonnen van  Nenad Zimonjić/ Samantha Stosur (nr. 1) met 6-4, 7-6
  - kwartfinale: verloren van  Marcelo Melo/ Rennae Stubbs (nr. 10) met 7-6, 7-6
- Yanina Wickmayer met Dick Norman
  - 1e ronde: verloren van  Jonathan Marray/ Laura Robson met 3-6, 6-3, 5-7

## Nederlandse deelnemers

### Enkelspel

#### Mannen
Thiemo de Bakker en Robin Haase werden rechtstreeks toegelaten tot het hoofdtoernooi. Jesse Huta Galung wist zich via het kwalificatietoernooi te plaatsen voor het hoofdtoernooi.
- Thiemo de Bakker
  - 1e ronde: won van  Santiago Giraldo met 6-7, 6-4, 6-3, 5-7, 16-14
  - 2e ronde: won van  John Isner met 6-0, 6-3, 6-2
  - 3e ronde: verloor van  Paul-Henri Mathieu met 6-7, 6-7, 7-6, 4-6
- Robin Haase
  - 1e ronde: won van  James Blake met 6-2, 6-4, 6-4
  - 2e ronde: verloor van  Rafael Nadal met 7-5, 2-6, 6-3, 0-6, 3-6
- Jesse Huta Galung
  - 1e ronde: verloor van  Brendan Evans met 3-6, 6-7, 3-6

#### Vrouwen
Alleen Arantxa Rus deed mee aan het hoofdtoernooi.
- Arantxa Rus
  - 1e ronde: verloor van  Chang Kai-chen: met 0-6, 6-2, 3-6

### Dubbelspel

#### Mannen
Thiemo de Bakker, Robin Haase en Rogier Wassen waren rechtstreeks toegelaten tot het hoofdtoernooi.
- Thiemo de Bakker met Robin Haase
  - 1e ronde: wonnen van  Christopher Kas/ Viktor Troicki met 6-7, 6-4, 7-6, 6-3
  - 2e ronde: verloren van  Sanchai Ratiwatana/ Sonchat Ratiwatana met 4-6, 6-7, 6-4, 2-6
- Rogier Wassen met zijn Franse partner Stéphane Robert
  - 1e ronde: verloren van  Jesse Levine/ Ryan Sweeting met 6-2, 2-6, 2-6, 2-6

#### Vrouwen
Michaëlla Krajicek was rechtstreeks toegelaten tot het hoofdtoernooi.
- Michaëlla Krajicek met haar Zwitserse partner Patty Schnyder
  - 1e ronde: verloren van  Hsieh Su-wei / Alla Koedrjavtseva (nr. 15) met 3-6, 2-6

## Kwalificatietoernooi (enkelspel)
Aan het hoofdtoernooi (enkelspel) doen bij de mannen en vrouwen jaarlijks elk 128 tennissers mee. De 104 beste mannen en 108 beste vrouwen van de wereldranglijst die zich inschrijven zijn automatisch geplaatst. Acht spelers krijgen van de organisatie een wildcard. Voor de overige tennissers resteren er dan nog zestien plaatsen bij de mannen en twaalf plaatsen bij de vrouwen in het hoofdtoernooi en deze plaatsen worden via het kwalificatietoernooi ingevuld. Aan dit kwalificatietoernooi doen nog eens 128 mannen en vrouwen mee. Dat toernooi werd gespeeld in Roehampton.

### Belgen op het kwalificatietoernooi
Bij de heren probeerden Ruben Bemelmans, Niels Desein, Yannick Mertens en Christophe Rochus het hoofdtoernooi te bereiken. Zij allen werden in de eerste ronde uitgeschakeld.
- Ruben Bemelmans
  - 1e ronde: verloor van  Marsel İlhan met 3-6, 6-4, 1-6
- Niels Desein
  - 1e ronde: verloor van  Alexandre Sidorenko met 6-7, 6-7
- Yannick Mertens
  - 1e ronde: verloor van  Julian Reister met 3-6, 4-6
- Christophe Rochus
  - 1e ronde: verloor van  Jesse Huta Galung met 6-4, 5-7, 6-8

### Nederlanders op het kwalificatietoernooi
Bij de heren wist Jesse Huta Galung zich te kwalificeren voor het hoofdtoernooi
- Jesse Huta Galung
  - 1e ronde: won van  Christophe Rochus met 4-6, 7-5, 8-6
  - 2e ronde: won van  Bastian Knittel met 7-5, 4-6, 6-3
  - 3e ronde: won van  Adrian Mannarino met 6-3, 6-3, 6-3

Bij de vrouwen probeerde Michaëlla Krajicek zich te plaatsen. Zij verloor in de derde ronde.
- Michaëlla Krajicek
  - 1e ronde: won van  Neuza Silva met 6-1, 6-3
  - 2e ronde: won van  Zuzana Ondrášková met 6-2, 6-3
  - 3e ronde: verloor van  Mirjana Lučić met 3-6, 2-6

## Toeschouwersaantallen en bezoekerscapaciteit
|           |        | Eerste week |         | Tweede week |
| --------- | ------ | ----------- | ------- | ----------- |
| Maandag   |        | 39.696      |         | 43.066      |
| Dinsdag   | 41.437 | 36.416      |         |             |
| Woensdag  | 41.547 | 38.927      |         |             |
| Donderdag | 42.608 | 30.776      |         |             |
| Vrijdag   | 41.920 | 31.210      |         |             |
| Zaterdag  | 41.696 | 28.611      |         |             |
| Zondag    | –      | 32.036      |         |             |
| Totaal    |        | 489.946     | 489.946 | 489.946     |

| Baan                           | Zitplaatsen                    |                                | Baan                           | Zitplaatsen |
| ------------------------------ | ------------------------------ | ------------------------------ | ------------------------------ | ----------- |
| Centre Court                   | 14.974                         |                                | Court No. 11                   | 120         |
| Court No. 1                    | 11.393                         | Court No. 12                   | 1.020                          |             |
| Court No. 2                    | 4.060                          | Court No. 14                   | 312                            |             |
| Court No. 5                    | 1.000                          | Court No. 15                   | 318                            |             |
| Court No. 6                    | –                              | Court No. 16                   | 312                            |             |
| Court No. 7                    | 120                            | Court No. 17                   | 309                            |             |
| Court No. 8                    | 165                            | Court No. 18                   | 782                            |             |
| Court No. 9                    | –                              | Court No. 19                   | 302                            |             |
| Court No. 10                   | –                              |                                |                                |             |
| Totaal zitplaatsen             | Totaal zitplaatsen             | Totaal zitplaatsen             | Totaal zitplaatsen             | 35.187      |
|                                |                                |                                |                                |             |
| Bezoekerscapaciteit tennispark | Bezoekerscapaciteit tennispark | Bezoekerscapaciteit tennispark | Bezoekerscapaciteit tennispark | 37.500      |

## Ticketprijzen
| Dag       | Show courts  | Show courts | Show courts | Ground Pass | Ground Pass  |
| Dag       | Centre Court | Court No. 1 | Court No. 2 | Gehele dag  | Na 17:00 uur |
| --------- | ------------ | ----------- | ----------- | ----------- | ------------ |
| Maandag   | £ 41         | £ 38        | £ 34        | £ 20        | £ 14         |
| Dinsdag   | £ 41         | £ 38        | £ 34        | £ 20        | £ 14         |
| Woensdag  | £ 52         | £ 47        | £ 41        | £ 20        | £ 14         |
| Donderdag | £ 52         | £ 47        | £ 41        | £ 20        | £ 14         |
| Vrijdag   | £ 65         | £ 56        | £ 48        | £ 20        | £ 14         |
| Zaterdag  | £ 65         | £ 56        | £ 48        | £ 20        | £ 14         |
| Zondag    | –            | –           | –           | –           | –            |
| Maandag   | £ 74         | £ 63        | £ 52        | £ 20        | £ 14         |
| Dinsdag   | £ 74         | £ 63        | £ 35        | £ 17        | £ 12         |
| Woensdag  | £ 85         | £ 72        | £ 32        | £ 17        | £ 12         |
| Donderdag | £ 85         | £ 47        | –           | £ 16        | £ 12         |
| Vrijdag   | £ 95         | £ 31        | –           | £ 15        | £ 11         |
| Zaterdag  | £ 95         | £ 29        | –           | £ 15        | £ 11         |
| Zondag    | £ 104        | £ 25        | –           | £ 8         | £ 5          |

1. ↑  Een Ground Pass gaf toegang tot het tennispark. Met een Ground Pass had men vrije toegang om wedstrijden te bekijken op de niet-gereserveerde plaatsen op de show courts No.5, No.12 en No.18. Daarnaast gaf de Ground Pass toegang tot de buitenbanen No.6-No.11, No.14-No.17 en No. 19, volgens het principe 'wie het eerst komt, het eerst maalt'.
2. ↑  Deze tickets waren inclusief een Ground Pass en gegarandeerde een zitplaats voor de gehele dag op de betreffende baan.

## Uitzendrechten
In Nederland was Wimbledon te zien bij de lineaire televisiezender Net5. Net 5 deed tijdens kantooruren (13:00-19:00 uur) rechtstreeks verslag van het tennisevenement. Eventuele dubbelingen in tenniswedstrijden werden ondervangen met een stream op de website. Oud-proftennisser Jacco Eltingh voorzag de wedstrijden van commentaar.
Verder kon het toernooi ook gevolgd worden bij de Britse publieke omroep BBC, waar uitgebreid live-verslag werd gedaan op de zenders BBC One en BBC Two.